# Чекешть
Чекешть, Чекешті (рум. Cechești) — село у повіті Харгіта в Румунії. Входить до складу комуни Авремешть.
Село розташоване на відстані 225 км на північ від Бухареста, 60 км на захід від М'єркуря-Чука, 120 км на південний схід від Клуж-Напоки, 86 км на північний захід від Брашова.

## Населення
За даними перепису населення 2002 року у селі проживали 524 особи. Рідною мовою 520 осіб (99,2%) назвали угорську.
Національний склад населення села:
| Національність | Кількість осіб | Відсоток |
| -------------- | -------------- | -------- |
| угорці         | 484            | 92,4%    |
| цигани         | 36             | 6,9%     |